# Mammillaria tayloriorum
Mammillaria tayloriorum ist eine Pflanzenart aus der Gattung Mammillaria in der Familie der Kakteengewächse (Cactaceae). Das Artepitheton ehrt die US-amerikanischen Kakteenkenner Bob und Suzanne Taylor aus El Cajon in Kalifornien.

## Beschreibung
Mammillaria tayloriorum wächst zuerst einzeln, später seitlich und von der Basis her sprossend und Gruppen bildend. Die hellgrünen Triebe sind kugelig bis dick zylindrisch geformt. Sie werden 25 Zentimeter hoch und zum Teil auch höher und weisen dabei einen Durchmesser von 10 bis 11 Zentimeter auf. Die Warzen sind pyramidal geformt. Die Axillen sind anfänglich stark wollig und später spärlich bewollt mit zum Teil auch wenigen Borsten. Die 2 bis 4 Mitteldornen sind ähnlich wie die Randdornen. Die 12 Randdornen sind leicht gebogen, jung orangebraun, später weiß mit bräunlicher Spitze und bis zu 9 Millimeter lang.
Die urnenförmigen Blüten sind kirschfarben mit weißlich gerandeten Perianthsegmenten. Sie messen 1,5 Zentimeter in Länge und Durchmesser. Die keulig geformten Früchte sind rot. Sie enthalten braune Samen.

## Verbreitung, Systematik und Gefährdung
Mammillaria tayloriorum ist im mexikanischen Bundesstaat Sonora auf der Insel San Pedro Nolasco verbreitet.
Die Erstbeschreibung erfolgte 1975 durch Charles Edward Glass und Robert Alan Foster.
In der Roten Liste gefährdeter Arten der IUCN wird die Art als „Vulnerable (VU)“, d. h. als gefährdet geführt.

## Nachweise